# Code Soleil
Le Code Soleil, aussi appelé par son nom complet, Livre des instituteurs, traité complet des devoirs et des droits des membres de l’enseignement, est un guide professionnel destiné aux instituteurs, publié à partir de 1923 par le Syndicat national des instituteurs. Il porte le nom de son auteur originel, Joseph Soleil.

## Auteur
Joseph Soleil, originaire du Puy-de-Dôme, est membre du parti radical-socialiste, chef de bureau au ministère de l'Instruction publique, et chargé des conférences de législation scolaire aux Écoles normales supérieures de Fontenay et de Saint-Cloud, où étaient alors formés les professeurs des écoles normales d'instituteurs. Il participe à la rédaction du Code Soleil, de la première édition jusqu'à son décès, en 1961.

## Historique
Le Code Soleil est imprimé annuellement depuis 1923 par la Société universitaire d'éditions et de librairie (Sudel), éditions du Syndicat national des instituteurs. Sa forme et son fond changent peu entre 1923 et 1979, bien qu'il soit mis à jour chaque année.
La première partie, intitulée « Morale professionnelle », constitue la base des cours de morale dans les écoles normales. Elle disparaît en 1979, le Syndicat national des instituteurs considérant le texte marqué par une certaine obsolescence,.
Depuis la 62e édition de 2005, il existe une version sous forme de CD-ROM[réf. nécessaire].

## Contenu
Il se présente comme « le guide indispensable officiellement recommandé aux élèves-maîtres et élèves-maîtresses des Écoles normales », l’exposé méthodique et pratique sur tout ce qu’un maître a besoin de savoir sur sa fonction. Dans le contexte encore récent à l'époque, de la guerre scolaire, il aborde question de la laïcité à l'école. Il énumère les devoirs et droits de l'enseignant.
La partie « Morale professionnelle », écrite par André Ferré, disparaît à partir de 1979.
Le Code Soleil aborde dans cette première partie, entre autres, la vocation, la culture personnelle, la conscience professionnelle, la vie privée de l'enseignant, etc.